# سرمایه‌داری پیشرفته
سرمایه‌داری پیشرفته(به انگلیسی: Advanced capitalism) در فلسفه سیاسی، موقعیتی در یک جامعه است که در آن مدل سرمایه‌داری یکپارچه شده‌است. در این حالت سرمایه‌داری به دلیل دوره طولانی اجراء، به شکل عمیق و گسترده در یک جامعه رشد پیدا کرده‌است.